# Colomastix thomasi
Colomastix thomasi is een vlokreeftensoort uit de familie van de Colomastigidae. De wetenschappelijke naam van de soort is voor het eerst geldig gepubliceerd in 2009 door LeCroy.